# Бакумовка (Миргородский район)
Бакумовка (укр. Бакумівка) — село, Черевковский сельский совет, Миргородский район, Полтавская область, Украина.
Код КОАТУУ — 5323288602. Население по переписи 2001 года составляло 474 человека.
В Центральном государственном историческом архиве Украины в городе Киеве есть документы православной церкви за 1753—1899 год.

## Географическое положение
Село Бакумовка находится на левом берегу реки Хорол, выше по течению на расстоянии в 0,5 км расположено село Новоселица, ниже по течению на расстоянии в 5 км расположено село Хомутец. Река в этом месте извилистая, образует лиманы, старицы и заболоченные озёра. 
Село указано на подробной карте Российской Империи и близлежащих заграничных владений 1816 года

## Экономика
- «Агротех-Гарантия», ООО.

## Объекты социальной сферы
- Школа І—ІІ ст.
- Дом культуры.